# Ring ni Kakero
Ring ni Kakero (リングにかけろ Ringu ni Kakero?, Apostémoslo en el ring) es un manga dibujado por Masami Kurumada y publicado en la revista Shōnen Jump entre el #2 de 1977 y el #44 de 1981. Se publicaron 25 tankōbon entre los años 1977 y 1981, pero posteriormente, después de terminar B't X, el dibujante creó Ring ni Kakero 2 una segunda parte, que se publicó en la revista Super Jump, alcanzando los 26 tankōbon. Aparte de estos Tankōbon la primera parte también se publicó en Bunkoban en 15 volúmenes y una edición Deluxe con 18 volúmenes, pero debido a que Ring ni Kakero 2 ya se estaba publicando, esta última salió con el nombre de Ring ni Kakero 1. Toei Animation ha animado cuatro series de OVAs, dos temporadas de doce episodios y dos de seis. Muchos de los elementos se utilizaron más adelante para crear Saint Seiya, por ejemplo técnicas de combate espectaculares, referencias a la mitología griega, etc.
Este manga vendió más de 13 millones de copias en Japón en su primera publicación, un gran éxito.

## Argumento
Ryuji y Kiku Takane son los hijos de un boxeador excepcional que murió antes de alcanzar el título de Campeón Mundial. Después del fallecimiento de este, la vida de los pequeños no es fácil, pues su madre se casa con un hombre alcohólico que los maltrata constantemente; Kiku no puede soportar las palizas y decide marcharse con su hermano a Tokio para entrenarlo y convertirlo en boxeador. En un principio Ryu no quiere ser boxeador porque no le gusta, pero más tarde, cuando se encuentra con Jun Kenzaki, decide convertirse en entrenador y así superar el bullying que sufre por Kenzaki y el resto de compañeros de clase. En su camino encontrará amigos de verdad como Katori Ishimatsu, Kawai o Shinatora con los que formará el equipo del Japón Junior Dorado.

## Personajes

### Principales
Ryūji Takane (高嶺 竜児, Takane Ryūji?)
Seiyū: Masakazu Morita
Ryuji es el protagonista de la historia, su padre era un gran boxeador que murió antes de alcanzar la gloria. Tras su muerte, Kiku promete convertirlo en un dragón que sobrevolará el ring. Sin embargo, Ryuji detesta el boxeo y se niega a enfundarse los guantes de su padre. Kiku se convierte en la entrenadora de su hermano menor y parten hacia Tokio. Allí conocerá a Jun Kenzaki, hijo de una familia acomodada japonesa cuyo apodo es "el genio". Ryu se enfrentará a Kenzaki y este perderá su Brazo de Oro. Reemplazará a Jun como representante en Tokio del Champion Carnival. Junto a Katori Ishimatsu, Kazuki Shinatora y Takeshi Kawai formarán el equipo japonés luchando contra el de USA.
Kiku Takane (高嶺 菊, Takane Kiku?)
Seiyū: Rie Tanaka
Kiku es la hermana mayor de Ryu y también su entrenadora. Después de la muerte de su padre, promete hacer de Ryuji un gran campeón. Será testigo de la lucha entre Jun y su hermano, Kiku le entregará un talismán revitalizante a Jun, más tarde, este se enamorará de ella, el día de su boda tendrá que soportar que su hermano y su futuro marido tengan que enfrentarse en el campeonato
Jun Kenzaki (剣崎 順, Kenzaki Jun?)
Seiyū: Ryōtarō Okiayu
Ishimatsu Katori (香取 石松, Katori Ishimatsu?)
Seiyū: Takeshi Kusao
Ishimatsu es el vástago de una familia pobre. Decide ir a la ciudad a boxear y ganar dinero para su familia tomando referencias de diferentes boxeadores en un bloc de notas. Aunque es muy chiquitín, es muy bueno en el terreno de la lucha.
Kazuki Shinatora (志那虎 一城, Shinatora Kazuki?)
Seiyū: Hideo Ishikawa
Kazuki es el hijo mayor del gran maestro Shinatora, un experto en el arte del kendo tradicional. Cuando era pequeño metió la mano derecha en un ventilador en movimiento y esto la dejó inutilizada. Tuvo que aprender a manejar su mano izquierda como ningún japonés lo había hecho antes.
Takeshi Kawai (河井 武士, Kawai Takeshi?)
Seiyū: Hiroshi Kamiya
Nacido en una familia rica, es un genio del box y en el arte de tocar el piano, al igual que Ryuji, su hermana, Takako, le enseñó todo lo que sabe, por esa razón depende mucho de ella. Durante el Champion Carnival, conoce a Ryuji, Ishimatsu y Shinatora, manteniéndose distante, mostrando una actitud arrogante y cruel frente a todos, en especial podemos ver esto en su pelea contra Ishimatsu, piensa que Ryu está participando por mera suerte, ya que lo considera alguien muy débil, pelean en la final, Takeshi pierde contra Ryuji, teniendo una gran lección de vida, incluso un cambio de actitud hacia las personas, haciéndose amigo de los integrantes del equipo.
Contra los Estados Unidos, su hermana decide dejarlo, para que Takeshi tenga las bases para valecer por sí mismo, se enfrenta a Miss. Channel, quien hipnotiza a las personas con la mirada, teniendo muchos problemas contra ella, venciéndola al final con la ayuda de sus melodías. Después de esta competencia decide dejar el box, dedicándose solo a su piano. Pero después de un tiempo se da cuenta de que sus amigos y el box son su vida, decide regresar para ayudar a sus amigos contra Shadow, peleando contra Kuroyasha, teniendo dificultades por un amuleto que le dio una fan, para ganar utiliza un golpe casi imposible, confiando en su melodía.
Durante el campeonato mundial tiene dificultades contra sus enemigos, pero con sus melodías demuestra su verdadero poder, enfrentándose al final contra el legendario genio de la música.

## Anime
El 6 de octubre de 2004, en Japón, TV Asahi dio a la luz al primer episodio del anime de Ring ni kakero, esta temporada empieza en el capítulo 33 del manga, y termina en el capítulo 49. Posteriormente el anime de Ring ni Kakero continuó después de la Saga del Infierno de Saint Seiya, correspondiendo esta nueva saga a la batalla contra los Estados Unidos, adaptando hasta el capítulo 54 del manga. El 2 de abril del 2010 se estrenó la tercera parte del anime llamada Ring ni Kakero Shadow, dónde se enfrenta el equipo dorado junior de Japón a una agrupación de boxeadores marginada en la oscuridad, el Clan Shadow, liderada por el hermano gemelo de Jun Kenzaki. Por último, la cuarta parte del anime llamada Ring ni Kakero Sekai Taikai, fue estrenada el 23 de abril del 2011, correspondiendo al Campeonato Mundial Juvenil de Boxeo, dónde Japón se enfrenta a fuertes rivales, como Francia, Alemania y Grecia.
Todos estos 36 episodios de Ring ni Kakero fueron lanzados en formato DVD por Toei Animation en Japón entre 2008 y 2011.